# Audiovision
Als Audiovision bezeichnet man die Verbindung von Sinneseindrücken, die an die auditive und an die visuelle Wahrnehmung gerichtet sind. Der Medienhistoriker Helmut Schanze begrenzt die Audiovision auf die Zusammenführung der elektroakustischen und kinematographischen Technologien nach 1900.
Die Medien der Audiovision sind Hörfunk und Fernsehen; sie lösten mediengenealogisch die technischen Graphien ab und werden selbst abgelöst durch die Digitalmedien.
Die Medien der Audiovision sind gekennzeichnet durch Aufzeichnungs- und Wiedergabemaschinen, dazu zählen die Kamera, das Mikrofon und die Empfangsapparate (Fernseher und Rundfunkapparat), zur technischen Verbreitung wird ein Sendernetz genutzt.

## Entwicklung
Voraussetzungen des Mediensystems der Audiovision waren eine Reihe von Schlüsseltechnologien:
- Erfindung der Fotografie als fotochemische Aufzeichnungstechnik für statische Bilder (Louis Daguerre und andere, 1839);
- Erfindung des Telefons als elektroakustisches Übertragungsmedium;
- Erfindung der Fonografie als elektroakustische Aufzeichnungstechnik;
- Erfindung der Laufbildfotografie/Kinematografie als Aufzeichnungs- und Wiedergabetechnologie für bewegte Bilder;
- Erfindung der Funktelegrafie (Marconi und andere);
- Erfindung der Braunschen Röhre (Kathodenstrahlröhre).